# Victor Baudot
Pour les articles homonymes, voir Baudot.

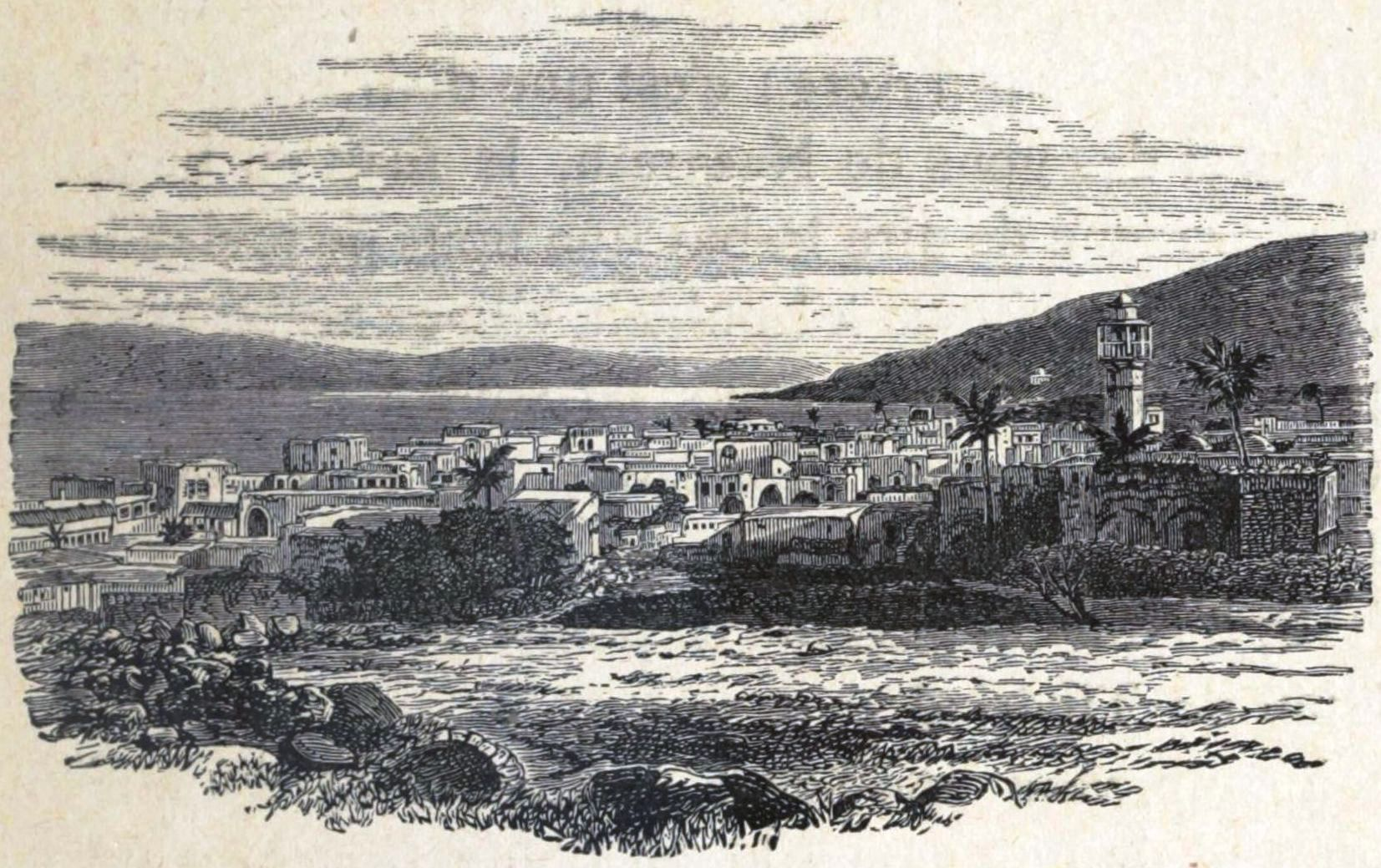
Tibériade, illustration extraite de Au pays des turbans. Grèce, Syrie, Égypte, 1896

Charles Victor de Baudot (Saint-Dié-des-Vosges, 30 décembre 1844 - Lille, 5 avril 1922) est un missionnaire et écrivain français.

## Biographie
Membre de la Compagnie de Jésus, il enseigne en Angleterre (1880) puis à Constantinople (1881-1882), à Tarnopol (1883-1884), au Caire (1885) et en Belgique avant de revenir en France en 1888 et de s'occuper des bateliers de Douai de 1889 à 1897.
Il vit encore trois ans en Italie (1897-1900) avant d'être choisi pour être envoyé en Amérique du Nord y évangéliser les Indiens des montagnes Rocheuses. Parti de Cherbourg le 20 septembre 1902, il débarque à New York où, avec deux compagnons, il prend la route de l'ouest.
Il passe alors à Chicago, Saint-Paul (3 octobre) puis traverse les Rocheuses  et atteint Spokane, but du voyage. Il se rend chez les Indiens Cœurs d'Alène sur la Columbia puis, en novembre, est affecté à la mission d'Umatilla chez les Nez-Percés. Il en apprend alors l'histoire et la langue.
Nommé curé de la paroisse de Frenchtown (Montana) (février 1903), malade, il part en 1908 pour la paroisse de Seattle puis, de New York, embarque pour la France le 27 août 1908 et arrive en France le 4 septembre.
Trop malade pour pouvoir continuer son ministère, il consacre le reste de sa vie à écrire ses souvenirs d'explorations.

## Œuvres
- Du Bosphore au Jourdain : souvenirs d'un pèlerinage de vacances, 1889
- Les Îles de marbre ou excursions dans la mer Égée, 1891
- Au pays des turbans. Grèce, Syrie, Égypte, 1896
- Au pays des Peaux-Rouges. Six ans aux montagnes Rocheuses. Monographies indiennes, 1911